# Georges Auric
Georges (Georges-Abel-Louis) Auric é um compositor francês, nascido em Lodève (Hérault) a 15 de fevereiro de 1899 e morto em Paris a 23 de julho de 1983. Fez parte do grupo dos Seis, importante reunião de compositores franceses jovens do começo do século XX.